# The Truth About Killer Dinosaurs
The Truth About Killer Dinosaurs (en castellano La verdad sobre los dinosaurios asesinos) es un documental sobre dinosaurios en dos partes producido por la BBC y presentado por Bill Oddie. En él un grupo de científicos prueban la fuerza de las armas naturales de algunas especies de dinosaurios usando diversos métodos de medición biomecánica. La primera parte se ocupa de investigar sobre qué especie, si Tyrannosaurus o Triceratops, sería vencedora en caso de enfrentarse la una a la otra. La segunda parte compara la fuerza de las especies Ankylosaurus, Tarbosaurus, Protoceratops y Velociraptor. En el caso del último los productores del programa crearon una pata artificial de Velociraptor con la garra en forma de hoz y usaron un vientre de cerdo para simular una presa del dinosaurio. Aunque la garra penetró la pared abdominal, fue incapaz de cortarla y abrirla, indicando que la garra no se usaba para desentrañar a la presa.
Los programas fueron emitidos inicialmente en BBC One en agosto y septiembre de 2005, respectivamente.